# The Little Gray Lady
The Little Gray Lady è un film muto del 1914 diretto da Francis Powers. La sceneggiatura si basa su The Little Gray Lady, lavoro teatrale di Channing Pollock che, a Broadway, era andato in scena in prima al Garrick Theatre il 22 gennaio 1906.

## Trama
Anna Gray e Perry Carlyle si presentano insieme al concorso indetto per diventare impiegati del Dipartimento del Tesoro. Il giovane, che ottiene un alto punteggio, è assunto prima della fidanzata. Quando si libera un posto nella sua sezione, anche Anna lo raggiunge a Washington e i due vanno a vivere nella pensione gestita dalla madre di Ruth Jordan, una loro collega. Ben presto Perry trascura la fidanzata per Ruth. Per conquistare la ragazza e offrirle una vita lussuosa, Perry ruba e falsifica delle banconote. Inviato a indagare, l'agente Sam Meade scopre che il responsabile è Perry. Anna, per salvare l'uomo che ama, riesce a commuovere l'agente che, alla fine, cede alle sue suppliche, lasciando partire libero Perry dietro la promessa di andare via insieme ad Anna per rifarsi una vita in Sud America.

## Produzione
Il film fu prodotto dalla Famous Players Film Company

## Distribuzione
Venne distribuito nelle sale cinematografiche USA il 10 luglio 1914 dalla Famous Players Film Company.